# Bezumnyj den inzjenera Barkasova
Bezumnyj den inzjenera Barkasova (russisk: Безумный день инженера Баркасова) er en sovjetisk spillefilm fra 1983 af Nikolaj Lyrtjikov.

## Medvirkende
- Vasilij Botjkarev som Aleksej Gavrilovitj Barkasov
- Natalja Sajko som Zoja Barkasova
- Jevgenija Khanajeva som Alisa Jurjevna
- Valentina Telitjkina
- Mikhail Kononov som Ivan Tjatin